# Цейтлин, Александр Григорьевич (литературовед)
Александр Григорьевич Цейтлин (псевд. Г.А. Рязанцев; 1901, Рязань — 1962, Москва) — советский литературовед, доктор филологических наук (1946), профессор (1948); один из редакторов Литературной энциклопедии (1928–1934), активный участник методологических дискуссий 1920-30-х годов, приверженец вульгарного социологизма, заметный оппонент русских формалистов.

## Биография
Сорок лет  жизни Цейтлин   посвятил научно-педагогической работе и изучению русской классической литературы. Особое внимание уделял изучению писательского мастерства.
Окончил факультет общественных наук МГУ. Один из редакторов «Литературной энциклопедии». Вел преподавательскую и научную работу в вузах Москвы, в том числе в ИМЛИ. В 1920–30-х гг. активно участвовал в дискуссиях по проблемам и методологии литературоведения, будучи сторонником метода «вульгарного социологизма». Занимался исследования русской литературы XIX века. Автор первого в СССР вузовского учебника «Русская литература первой половины XIX в.», составитель и редактор литературных сборников, автор вступительных статей и комментариев к сборникам сочинений произведений русских классиков.
Перу А. Г. Цейтлина принадлежат также несколько специальных исследований о том, как работает художник над своими произведениями. В 1938 году появилась его книга «Мастерство Пушкина», двадцатью годами позже — «Мастерство Тургенева-романиста». Под тем же углом зрения написана развернутая статья «Белинский — мастер русской литературной критики» (опубликована в сборнике «Белинский — историк и теоретик литературы», 1949).
Умер в 1962 году. Похоронен на Введенском кладбище (4 уч.).

## Награды
- орден «Знак Почёта» (27.03.1954)

## Сочинения
1. Литературные цитаты Ленина. М.–Л., 1934.
2. Мастерство Пушкина. М., 1938.
3. И. А. Гончаров. 1812—1891. М., 1950.
4. Творчество Рылеева. М., 1955.
5. Мастерство Тургенева-романиста. М., 1958.
6. Труд писателя: Вопросы психологии творчества, культуры и техники писательского труда. — М.: Советский писатель, 1962. — 591 с.
7. Становление реализма в русской литературе. (Русский физиологический очерк). М., 1965.